# Lista de prefeitos de Londrina
Esta é a lista de prefeitos e vice-prefeitos da cidade de Londrina, estado brasileiro do Paraná.
| Nº | Nome                       | Imagem                        | Partido                                          | Vice-Prefeito                                         | Início do mandato       | Fim do mandato                                                         | Observações |
| —  | Joaquim Vicente de Castro  |                               | Partido Republicano Paranaense PRP               | —                                                     | 10 de dezembro de 1934  | 31 de maio de 1935                                                     | Prefeito nomeado pelo Governador Manuel Ribas                                                                                            |
| —  | Rosalino Fernandes         |                               | Partido Social Democrático PSD                   | —                                                     | 31 de maio de 1935      | 2 de dezembro de 1935                                                  | Prefeito nomeado pelo Governador Manuel Ribas                                                                                            |
| 1  | Willie Davids              |                               | Partido Social Democrático PSD                   | —                                                     | 2 de dezembro de 1935   | 19 de janeiro de 1936                                                  | Prefeito nomeado pelo Governador Manuel Ribas                                                                                            |
| 1  | Willie Davids              | 20 de janeiro de 1936         | Partido Social Democrático PSD                   | —                                                     | 30 de maio de 1940      | Prefeito eleito, posteriormente e nomeado pelo Governador Manuel Ribas | |
| —  | Custódio Raposo Neto       |                               | Partido Social Democrático PSD                   | —                                                     | 30 de maio de 1940      | 29 de agosto de 1940                                                   | Prefeito nomeado pelo Governador Manuel Ribas                                                                                            |
| —  | João Ferrário Lopes        |                               | Partido Social Democrático PSD                   | —                                                     | 29 de setembro de 1940  | 29 de julho de 1941                                                    | Prefeito nomeado pelo Governador Manuel Ribas                                                                                            |
| —  | Miguel Balbino Blasi       |                               | Partido Social Democrático PSD                   | —                                                     | 29 de julho de 1941     | 23 de outubro de 1943                                                  | Prefeito nomeado pelo Governador Manuel Ribas                                                                                            |
| —  | Achilles Ferreira Pimpão   |                               | Partido Popular Social PPS                       | —                                                     | 23 de outubro de 1943   | 14 de maio de 1945                                                     | Prefeito nomeado pelo Governador Manuel Ribas                                                                                            |
| —  | José Munhoz de Melo        |                               | Partido Social Democrático PSD                   | —                                                     | 14 de maio de 1945      | 8 de novembro de 1945                                                  | Prefeito nomeado pelo Governador Manuel Ribas                                                                                            |
| —  | Ari Pizatto Ferreira       |                               | Partido Social Democrático PSD                   | —                                                     | 13 de novembro de 1945  | 8 de abril de 1946                                                     | Prefeito nomeado pelo Governador Clotário Portugal                                                                                       |
| —  | Odilon Borges de Carvalho  |                               | Partido Social Democrático PSD                   | —                                                     | 8 de abril de 1946      | 4 de novembro de 1946                                                  | Prefeito nomeado pelo Governador do Estado Brasil Pinheiro Machado                                                                       |
| —  | Ulisses Xavier da Silva    |                               | Partido Social Democrático PSD                   | —                                                     | 4 de novembro de 1946   | 7 de abril de 1947                                                     | Prefeito nomeado pelo Governador Mário Gomes                                                                                             |
| —  | Edwy Taques de Araújo      |                               | Partido Social Democrático PSD                   | —                                                     | 7 de abril de 1947      | 26 de abril de 1947                                                    | Prefeito nomeado pelo Governador Moisés Lupion                                                                                           |
| —  | José Morais Neves          |                               | Partido Social Democrático PSD                   | —                                                     | 26 de abril de 1947     | 1° de maio de 1947                                                     | Prefeito nomeado pelo Governador Moisés Lupion                                                                                           |
| —  | Edwy Taques de Araújo      |                               | Partido Social Democrático PSD                   | —                                                     | 1° de maio de 1947      | 8 de maio de 1947                                                      | Prefeito nomeado pelo Governador Moisés Lupion                                                                                           |
| —  | Ari Pizzato Ferreira       |                               | Partido Social Democrático PSD                   | —                                                     | 8 de maio de 1947       | 12 de dezembro de 1947                                                 | Prefeito nomeado pelo Governador Moisés Lupion                                                                                           |
| 2  | Hugo Cabral                |                               | Partido Liberal PL                               | —                                                     | 12 de dezembro de 1947  | 12 de maio de 1951                                                     | Prefeito eleito em sufrágio universal |
| 3  | Milton Ribeiro de Menezes  |                               | União Democrática Nacional UDN                   | Ricardo Luis Meneguelli                               | 12 de dezembro de 1951  | 12 de dezembro de 1955                                                 | Prefeito eleito em sufrágio universal |
| 4  | Antonio Fernandes Sobrinho |                               | Partido Social Democrático PSD                   | Vladimir de Almeida                                   | 12 de dezembro de 1955  | 12 de dezembro de 1959                                                 | Prefeito eleito em sufrágio universal |
| 5  | Milton Ribeiro de Menezes  |                               | União Democrática Nacional UDN                   | Júlio Guimarães Peixoto                               | 12 de dezembro de 1959  | 12 de dezembro de 1963                                                 | Prefeito eleito em sufrágio universal |
| 6  | José Hosken de Novaes      |                               | Aliança Renovadora Nacional ARENA                | Gustavo Vieira                                        | 12 de dezembro de 1963  | 31 de janeiro de 1969                                                  | Prefeito eleito em sufrágio universal |
| 7  | Dalton Fonseca Paranaguá   |                               | Movimento Democrático Brasileiro MDB             | Vitor Maia Santos                                     | 1º de fevereiro de 1969 | 31 de janeiro de 1973                                                  | Prefeito eleito em sufrágio universal |
| 8  | José Richa                 |                               | Movimento Democrático Brasileiro MDB             | José Luis Leal de Oliveira                            | 31 de janeiro de 1973   | 31 de janeiro de 1977                                                  | Prefeito eleito em sufrágio universal |
| 9  | Antonio Belinati           |                               | Movimento Democrático Brasileiro MDB             | José Antonio Del Ciel (MDB)                           | 1º de fevereiro de 1977 | 13 de abril de 1982                                                    | Prefeito eleito, renuncia ao mandato para disputar eleição para deputado estadual                                                        |
| 10 | José Antonio Del Ciel      |                               | Partido do Movimento Democrático Brasileiro PMDB | Cargo vago                                            | 13 de abril de 1982     | 31 de janeiro de 1983                                                  | Vice-prefeito eleito no cargo de prefeito                                                                                                |
| 11 | Wilson Rodrigues Moreira   |                               | Partido do Movimento Democrático Brasileiro PMDB | Antônio José Nunes Faria                              | 1º de fevereiro de 1983 | 31 de dezembro de 1988                                                 | Prefeito eleito em sufrágio universal |
| 12 | Antonio Belinati           |                               | Partido Democrático Trabalhista PDT              | Paulo Cola                                            | 1º de janeiro de 1989   | 31 de dezembro de 1992                                                 | Prefeito eleito em sufrágio universal |
| 13 | Luiz Eduardo Cheida        |                               | Partido dos Trabalhadores PT                     | Mário Sérgio Lubiana                                  | 1º de janeiro de 1993   | 31 de dezembro de 1996                                                 | Prefeito eleito em sufrágio universal |
| 14 | Antonio Belinati           |                               | Partido da Frente Liberal PFL                    | Edílson Morais Monteiro                               | 1º de janeiro de 1997   | 25 de maio de 2000                                                     | Prefeito eleito sufrágio universal cassado por decisão judicial                                                                          |
| 15 | Jorge Scaff                |                               | Partido Socialista Brasileiro PSB                | Cargo vago                                            | 26 de maio de 2000      | 31 de dezembro de 2000                                                 | Renuncia a Presidência da Câmara Municipal e toma posse como Prefeito (*)                                                                |
| 16 | Nedson Luiz Micheleti      |                               | Partido dos Trabalhadores PT                     | Luiz Carlos Bracarense (PPS)                          | 1º de janeiro de 2001   | 31 de dezembro de 2004                                                 | Prefeito eleito em sufrágio universal |
| 16 | Nedson Luiz Micheleti      | Luís Fernando Pinto Dias (PT) | Partido dos Trabalhadores PT                     | 1º de janeiro de 2005                                 | 31 de dezembro de 2008  | Prefeito e vice eleitos em em sufrágio universal                       | |
| —  | Antonio Belinati           |                               | Partido Progressista PP                          | Fernando Marcos Alves de Moraes Nicolau (PP)          | —                       | —                                                                      | Prefeito e vice eleitos em segundo turno de 2008 que não tomou posse por ter sido cassado o seu registro por decisão do TSE (28.10.2008) |
| 17 | José Roque Neto            |                               | Partido Trabalhista Brasileiro PTB               | Cargo vago                                            | 1º de janeiro de 2009   | 30 de abril de 2009                                                    | Prefeito Interino Presidente da Câmara Municipal                                                                                         |
| 18 | Homero Barbosa Neto        |                               | Partido Democrático Trabalhista PDT              | José Joaquim Ribeiro                                  | 1º de maio de 2009      | 30 de julho de 2012                                                    | Prefeito eleito em eleições suplementares de 29.03.2009, cassado em 30.07.2012 pela Câmara Municipal.                                    |
| 19 | José Joaquim Ribeiro       |                               | Partido Social Cristão PSC                       | Cargo vago                                            | 30 de julho de 2012     | 20 de setembro de 2012                                                 | Vice-prefeito eleito no cargo de prefeito, renuncia após ser preso.                                                                      |
| 20 | Gerson Araújo              |                               | Partido da Social Democracia Brasileira PSDB     | Cargo vago                                            | 20 de setembro de 2012  | 31 de dezembro de 2012                                                 | Renuncia ao mandato de Presidente da Câmara e toma posse como Prefeito                                                                   |
| 21 | Alexandre Kireeff          |                               | Partido Social Democrático PSD                   | Luiz Augusto Bellucci Cavalcanti, Guto Bellusci (PSD) | 1º de janeiro de 2013   | 31 de dezembro de 2016                                                 | Prefeito e vice eleitos em sufrágio universal                                                                                            |
| 22 | Marcelo Belinati           |                               | Progressistas PP                                 | João Mendonça da Silva (PMDB) (PP)                    | 1º de janeiro de 2017   | 31 de dezembro de 2020                                                 | Prefeito e vice eleitos em sufrágio universal                                                                                            |
| 22 | Marcelo Belinati           | 1º de janeiro de 2021         | Progressistas PP                                 | João Mendonça da Silva (PMDB) (PP)                    | 31 de dezembro de 2024  | Prefeito e vice reeleitos em sufrágio universal                        | |
| 23 | Tiago Amaral               |                               | Partido Social Democrático PSD                   | Junior Santos Rosa (PL)                               | 1º de janeiro de 2025   | Atualidade                                                             | Prefeito e vice eleitos em sufrágio universal                                                                                            |